# Plus petit commun multiple
Pour les articles homonymes, voir PPCM.

Diagramme de Venn montrant les
plus petits communs multiples de 2, 3, 4, 5 et 7.

En mathématiques, et plus précisément en arithmétique, le plus petit commun multiple – en abrégé PPCM – (peut s'appeler aussi PPMC, soit « plus petit multiple commun ») de deux entiers non nuls a et b est le plus petit entier strictement positif qui soit multiple de ces deux nombres. On le note a ∨ b ou PPCM(a, b), ou parfois simplement [a, b].
Plus généralement, le PPCM se définit pour un nombre quelconque d'éléments : le PPCM de n entiers non nuls est le plus petit entier strictement positif multiple simultanément de ces n entiers.
On peut également définir le PPCM de a et b comme un multiple commun de  a et de b qui divise tous les autres. Cette seconde définition se généralise à un anneau commutatif quelconque, mais on perd en général l'existence et l'unicité ; on parle alors d'un PPCM de deux éléments. L'existence est assurée dans les anneaux factoriels.

## PPCM de nombres entiers

### Définition et existence
La définition historique du PPCM a été établie par Euclide pour deux entiers naturels non nuls : PPCM (a, b) est le plus petit entier naturel non nul qui soit multiple de a et de b , où a et b sont des entiers naturels non nuls.
Cette définition a été élargie depuis au cas où l'un des entiers est nul par la définition : PPCM (a, 0) = 0. Puis au cas de tous les entiers, par la définition : PPCM(a, b) = PPCM (|a|, |b|) avec |a| = a si a > 0 et |a| = - a sinon. 
La définition moderne du PPCM est donc la suivante, pour a et b entiers relatifs :
- si a ou b est nul, PPCM(a, b) = 0 ;
- si a et b sont non nuls, l'ensemble des entiers strictement positifs qui sont multiples à la fois de a et de b est non vide, car il contient |ab|. Il possède donc un plus petit élément[4], et c'est cet entier (strictement positif) que l'on appelle le PPCM de a et b :

Cette définition peut être étendue à un nombre quelconques d'entiers, avec, par exemple pour trois entiers a, b, c :
Tous les raisonnements et toutes les propriétés du PPCM d'entiers relatifs sont donc ceux du PPCM d'entiers naturels : dans la suite de ce chapitre, les nombres a, b, c, etc. seront donc supposés être des entiers positifs ou nuls.

### Propriétés
Soient a, b, c trois entiers naturels.
- {\displaystyle \operatorname {PPCM} (a,a)=a}[5]
- {\displaystyle \operatorname {PPCM} (a,b)=\operatorname {PPCM} (b,a)}[5]
- les multiples communs à a et b sont les multiples de {\displaystyle \operatorname {PPCM} (a,b)}[6]; en particulier : {\displaystyle \operatorname {PPCM} (a,b)=a\iff b\mid a}
- {\displaystyle \operatorname {PPCM} (ac,bc)=c\operatorname {PPCM} (a,b)}[6]
- {\displaystyle (b-a)\operatorname {PPCM} (a,b)=b\operatorname {PPCM} (a,b-a)} pour {\displaystyle b\geqslant a}[5]
- {\displaystyle \operatorname {PPCM} (a,b,c)=\operatorname {PPCM} (\operatorname {PPCM} (a,b),c)=\operatorname {PPCM} (a,\operatorname {PPCM} (b,c))}, propriété qui peut être étendue à un nombre arbitraire d'éléments et qui montre qu'on peut calculer le PPCM de plusieurs nombres progressivement à partir du PPCM de deux nombres

### Relations entre PPCM et PGCD
Le PPCM et le plus grand commun diviseur (PGCD) de nombres entiers sont reliés par plusieurs formules, notamment :
- {\displaystyle \operatorname {PPCM} (a,b)\times \operatorname {PGCD} (a,b)=ab}[7]
- {\displaystyle \operatorname {PGCD} (a,\operatorname {PPCM} (a,b))=\operatorname {PPCM} (a,\operatorname {PGCD} (a,b))=a}
- {\displaystyle \operatorname {PGCD} (a,\operatorname {PPCM} (b,c))=\operatorname {PPCM} (\operatorname {PGCD} (a,b),\operatorname {PGCD} (a,c))}
- {\displaystyle \operatorname {PPCM} (a,\operatorname {PGCD} (b,c))=\operatorname {PGCD} (\operatorname {PPCM} (a,b),\operatorname {PPCM} (a,c))}
- {\displaystyle \operatorname {PGCD} (\operatorname {PPCM} (a,b),\operatorname {PPCM} (b,c),\operatorname {PPCM} (a,c))=\operatorname {PPCM} (\operatorname {PGCD} (a,b),\operatorname {PGCD} (b,c),\operatorname {PGCD} (a,c))}.

### PPCM et facteurs premiers
D'après le théorème fondamental de l'arithmétique, tout entier n naturel non nul s'écrit de manière unique à l'ordre près des facteurs comme un produit fini de nombres premiers. Donc si {\displaystyle a} et {\displaystyle b} sont deux entiers, et {\displaystyle p_{1},p_{2}}, …, {\displaystyle p_{k}} sont les nombres premiers, rangés en ordre croissant, qui divisent {\displaystyle a} ou {\displaystyle b}, la décomposition de {\displaystyle a} en produit de facteurs premiers est de la forme  {\displaystyle a=p_{1}^{v_{p_{1}}(a)}\times p_{2}^{v_{p_{2}}(a)}\times }…..{\displaystyle \times p_{k}^{v_{p_{k}}(a)}} = {\displaystyle \prod _{i=1}^{k}{p_{i}}^{v_{p_{i}}(a)}}. De même, celle de {\displaystyle b} est de la forme  {\displaystyle b=\prod _{i=1}^{k}{p_{i}}^{v_{p_{i}}(b)}}. Alors : {\displaystyle \mathrm {PPCM} (a,b)=\prod _{i=1}^{k}{p_{i}}^{\max(v_{p_{i}}(a),v_{p_{i}}(b))}}.
Cette propriété permet de calculer le PPCM de toute famille d'entiers, et de démontrer que tout multiple commun aux éléments de cette famille est un multiple de leur PPCM.

## Calcul du PPCM de nombres entiers

### À l'aide du PGCD
Dès que l'un des deux entiers a ou b est non nul, leur PPCM peut être calculé en utilisant leur plus grand commun diviseur (PGCD) :
Ainsi, l'algorithme d'Euclide pour le calcul du PGCD permet de calculer aussi le PPCM. A titre d'exemple, calculons PGCD(60, 168) avec l'algorithme d'Euclide :
168 = 60 × 2 + 48
60 = 48 × 1 + 12
48 = 12 × 4 + 0.
Donc PGCD(60, 168) = 12 et PPCM(60, 168) = (60×168)/12 = 840.

### À l'aide de la décomposition en facteurs premiers
La décomposition en facteurs premiers du PPCM de n entiers strictement positifs contient tous les nombres premiers qui apparaissent dans au moins une des décompositions en facteurs premiers de ces n entiers, chacun affecté du plus grand exposant qui apparait dans celles-ci.
On obtient donc une méthode de calcul du PPCM en décomposant chaque nombre en produit de nombres premiers.
Exemple : prenons les nombres 60 et 168 et décomposons les en produits de facteurs premiers. On a :
- 60 = 2×2×3×5 = 22×3×5 ;
- 168 = 2×2×2×3×7 = 23×3×7.

Pour le nombre premier 2, le plus grand exposant est 3. Pour les nombres premiers 3, 5 et 7, le plus grand exposant est 1. On a ainsi PPCM(60, 168) = 23×3×5×7 = 840

## Généralisation à certains anneaux
Le concept de PPCM peut être étendu à d'autres ensembles mathématiques que celui des entiers relatifs, et notamment à certains anneaux comme les anneaux à PGCD : l'unicité et même l'existence du PPCM de deux éléments n'y sont pas garanties, mais le PPCM peut y être défini.
Dans les anneaux factoriels, qui sont des anneaux à PGCD dotés de propriétés supplémentaires, l'existence du PGCD et du PPCM de deux éléments est garantie, et leur unicité également, aux éléments inversibles près. On peut alors décomposer tout élément {\displaystyle a} non nul d'un tel anneau sous la forme : {\displaystyle a\sim \prod _{p}{p}^{v_{p}(a)}}, qui est la généralisation de la décomposition en produits de facteurs premiers d'entiers.
Et le PGCD et le PPCM de {\displaystyle a} et de {\displaystyle b} sont définis comme :
{\displaystyle \mathrm {PGCD} (a,b)\sim \prod _{p}{p}^{\min(v_{p}(a),v_{p}(b))}}

{\displaystyle \mathrm {PPCM} (a,b)\sim \prod _{p}{p}^{\max(v_{p}(a),v_{p}(b))}}
On a alors les relations suivantes :
{\displaystyle {\rm {PGCD}}(a,b)\times {\rm {PPCM}}(a,b)\sim ab}
{\displaystyle {\rm {PPCM}}(ac,bc)\sim c\times {\rm {PPCM}}(a,b)}